# Maurice de Ramaix
Maurice Paul François de Ramaix, né le 2 mars 1850 à Saint-Josse-ten-Noode et décédé le 16 septembre 1918 à Grune fut un homme politique belge catholique.

## Biographie
Il fut candidat notaire (1870, ULB) et docteur en droit (1876, ULB); administrateur de sociétés.
Il fut attaché diplomatique à Paris (1871), Constantinople (1874), Vienne (1876), Berlin (1879), La Haye (1882-1887) et en Perse (1889). Il fut élu député de l'arrondissement d'Anvers (1892-1900), puis sénateur (1902-1904) et enfin sénateur en suppléance de Raymond Steenackers (1904-1918).
Sa fille Marie-Josèphe de Ramaix épouse en 1903 le Vicomte Raymond de Biolley
Sa carrière diplomatique fut remarquable à plusieurs égards, dont son lien avec le Shah d'Iran et l'ouverture de la Légation Belge qui s'ensuivit.
"(...) la visite du Shah de Perse en Belgique. Cette visite n'avait pas été prévue au programme de la tournée européenne du Shah à raison du deuil (de l'archiduc Rodolphe de Habsbourg) qui frappait la Cour de Belgique. Cette visite décidée rapidement fut mi-officielle, mi-officieuse. Le Shah visita, venant des Pays-Bas, les usines Cockerill à Seraing, la station thermale de Spa et les installations portuaires d'Anvers. C'est d'ailleurs à Anvers que le souverain s'embarqua pour se rendre en Angleterre. Au cours de son très bref séjour en Belgique, le Shah adhéra en outre à l'Union Internationale des Tarifs, adhésion dont on attribua le mérite à Maurice de Ramaix, jeune diplomate belge attaché à l'Administration Centrale des Affaires étrangères à Bruxelles que le Département allait bientôt désigner pour Téhéran (...) Léopold II signa le 19 septembre 1889 l'arrêté royal désignant Maurice de Ramaix consul général, chargé d'une mission en Perse avec des lettres de créance de ministre résident (...) " Michel Dumoulin, "Les premières années de la présence belge en Perse (1887-1895)"
En 1888 il obtint concession de noblesse héréditaire. Il avait déjà été gratifié par le Vatican du titre de comte pontifical.

## Œuvres
- Le Congo envisagé au point de vue belge comme pays de production et de consommation dans Bulletin de la société royale de géographie, 1891, 9-83.
- La Question sociale en Belgique et le Congo. Les lois ouvrières dans le présent et l'avenir. Les accidents du travail. Le Congo envisagé au point de vue de la solution économique de la question sociale en Belgique, Bruxelles, 1892.
- Beschaving en rijkdom in Belgisch-Congo, Anvers, 1894.

## Généalogie
- Il est le fils de Napoléon de Ramaix et de Pauline Van der Meerschen. Il épouse le gendre d'Athanase de Meester.

## Sources
- Bio sur ODIS

- Ressource relative à plusieurs domaines :   - ODIS
- Notices d'autorité :   - VIAF
  - ISNI
  - GND
  - Vatican